# Parafia Matki Bożej Częstochowskiej w Pradłach
Parafia Matki Bożej Częstochowskiej w Pradłach – parafia rzymskokatolicka, znajdująca się w diecezji kieleckiej, w dekanacie lelowskim.